# Cláudio Cajado
Cláudio Cajado Sampaio (Salvador, 1 de dezembro de 1963) é um advogado e político brasileiro filiado ao Progressistas (PP).

## Biografia
Em 2010, Cláudio foi reeleito deputado federal com 72.098 votos, representando 1,08% dos votos. É casado com Andreia Xavier, ex-prefeita de Dias D’Ávila.
Cláudio Cajado foi condecorado como cidadão honorário das cidades de Dias D’Ávila, Mata de São João, Várzea Nova e Madre de Deus.
Tem como principais atividades partidárias: foi vereador de Dias D’Ávila pelo PFL de 1989 a 1992, sendo presidente de sua Câmara Municipal e foi vice-líder da Câmara dos Deputados em 2007 pelo PFL. De 2009 a 2011.
Ainda em 2010, foi reeleito deputado federal com 72.098 votos, representando 1,08 por cento dos votos.
De 2011 a 2013, foi ainda vice-líder da Minoria no Congresso Nacional e líder substituto do DEM por duas vezes.

### 55ª legislatura
Em 2014, foi eleito pela sexta vez deputado federal com 89.118 votos (1,34%). Posteriormente, passou a fazer também parte da Procuradoria Parlamentar da Câmara.
Em abril de 2017 votou a favor da Reforma Trabalhista. Em agosto de 2017 votou a favor do presidente Michel Temer, no processo em que se pedia abertura de investigação, e que poderia afastá-lo da presidência da república. O voto do deputado ajudou a arquivar a denúncia do Ministério Público Federal.

## Denúnicas

### Suspeitas de fraude
Em março de 2013, Cláudio Cajado foi acusado por fraudes ocorridas no pleito de 2004, no município de Dias D’Ávila, no interior da Bahia. Junto com outros candidatos, o parlamentar era acusado de crimes de corrupção eleitoral, coação de eleitor, falsidade documental, previstos no Código Eleitoral. Cajado também é conhecido por tentar restringir a liberdade de expressão na internet.

### Arquivamento
Em 2006, foi arquivado o processo contra Cajado por suposto crime de corrupção eleitoral, coação de eleitor e falsidade documental.